# مركز طاهرة للعدالة
مركز طاهرة للعدالة، هو منظمة خيرية وطنية غير حكومية يقع مقرها في مدينة فولز تشيرش بولاية فيرجينيا الأمريكية، وتهدف إلى حماية النساء والفتيات المهاجرات الهاربات من العنف والاضطهاد القائمين على أساس الجنس. يجمع النهج الشامل لمركز طاهرة بين الخدمات القانونية المجانية وإدارة القضايا المتعلقة بالخدمات الاجتماعية والدعوة للسياسات العامة والتدريب والتعليم.
منذ تأسيسه سنة 1997، استجاب مركز طاهرة لأكثر من 25 ألف مناشدة لمساعدة أفراد التمسوا الحماية من انتهاكات حقوق الإنسان، مثل تشويه الأعضاء التناسلية الأنثوية، والعنف المنزلي، والاتجار بالبشر، والتعذيب والاغتصاب.
يسترشد المركز بمبادئ الديانة البهائية، بما يشمل الاعتقاد بأن المساواة بين المرأة والرجل ضرورية لتحقيق السلام والوحدة في المجتمع. دعي المركز «طاهرة» على اسم شاعرة ولاهوتية عرفت في بلاد فارس في القرن التاسع عشر ناضلت من أجل حقوق المرأة.

## تاريخ
أسست لايالي ميلر مورو مركز طاهرة للعدالة عام 1997 في أعقاب قضية كاسينغا، وهي قضية لجوء بارزة خاضت فيها ميلر مورو كتلميذة قانون.
في سن السابعة عشرة، فرت فوزيا كاسنديا من موطنها الأصلي توغو والتمست اللجوء في الولايات المتحدة هربًا من زواج قسري متعدد الزوجات وتشويه للأعضاء التناسلية. عبرت غانا وألمانيا قبل وصولها إلى مطار نيوارك ليبرتي الدولي في نيو جيرسي، حيث طلبت على الفور اللجوء. احتجزت دائرة التجنيس والهجرة كاسنديا حتى عام 1996. على الرغم من أن قاضي الهجرة أرسى في البداية أن كاسنديا «ممنوعة من الدخول كمهاجرة، ورفض طلبات لجوئها ومنع ترحيلها، وأمر بإبعادها وترحيلها من الولايات المتحدة» في عام 1995، منحت كاسنديا بالإجماع حق اللجوء في يونيو 1996 من قبل مجلس استئنافات الهجرة، وهو ما شكل سابقة وطنية أثبتت أن الاضطهاد القائم على أساس الجنس هو سبب لالتماس اللجوء في الولايات المتحدة. في أعقاب القضية، شاركت كاسنديا وميلر مورو في تأليف مذكرة نشرتها دار راندوم هاوس بعنوان «هل يسمعونك حين تبكي» سنة 1998.
بتشجيع من التغطية الإعلامية واسعة النطاق لقضية كاسنديا، أصدر كونغرس الولايات المتحدة تشريعًا يميز تشويه/بتر الأعضاء التناسلية للقاصر بأنه جريمة جنائية فيدرالية، وبدأ نفاذه في 30 مارس 1997.
بعد ملاحظة وجود عدد قليل من المنظمات التي تعرض المساعدة القانونية على النساء اللائي يطلبن اللجوء أو الحصول على وضع اللجوء في منطقة واشنطن العاصمة، أسست ميلر مورو مركز طاهرة للعدالة بناءً على ما خرجت به قضية كاسينغا وتقديم الخدمات القانونية المجانية للنساء والفتيات المهاجرات الهاربات إلى الولايات المتحدة من العنف القائم على أساس الجنس. في عام 1998، عين المركز أول موظفة مدفوعة الأجر لتمثيل النساء اللواتي يطلبن اللجوء من الاضطهاد القائم على أساس الجنس.
في عام 1999، نازع المركز بدعوى في قضية أدينيجي، وهو قرار سابقة قضائية يوضح أن أحكام الاحتجاز الإلزامية الواردة في قانون إصلاح الهجرة غير القانونية ومسؤولية المهاجرين لعام 1996 لا يمكن تطبيقه بأثر رجعي.

### 2000-2005
خلال هذه الفترة، أطلق مركز طاهرة برنامجه للدعوة إلى تطبيق السياسات العامة، وبدأ تقديم خدمات اجتماعية داخلية لإدارة القضايا التي تخص عملاءه.
في عام 2000، قدم المركز المشورة لوزارة الخارجية الأمريكية بشأن وضع مفاهيم تخص التشريع الذي أصبح يعرف باسم «قانون حماية ضحايا الاتجار والعنف»، الذي وضع تأشيرات جديدة لضحايا الاتجار «تأشيرة دخول تي» وضحايا الجرائم الخطيرة «تأشيرة دخول يو». على إثر ذلك، بدأ المركز بتمثيل الناجين من الاتجار بالبشر والعمل على نحو وثيق مع «دائرة التجنيس والهجرة» لضمان الامتثال لتوزيع تأشيرات الدخول تي ويو.
في عام 2001، أطلق المركز حملة لمنع الانتهاك والاستغلال من خلال شركة الوساطة الدولية في شؤون الزواج لمعالجة قضية انتهاك ما يسمى «عرائس الطلب عبر البريد». نجح مركز طاهرة إلى جانب مكتب المحاماة «أرنولد وبورتر كاي» عام 2004 بالتداعي في قضية «فوكس ضد إنكاونترز إنترناشيونال»، التي ألقت الضوء للمرة الأولى في الولايات المتحدة على مسألة تحميل «وساطة الزواج الدولية» مسؤولية السلوك المتهاون الذي أفضى إلى تعريض امرأة لخطر جسيم ضمن علاقة مسيئة جاعلة إياها في خطر عبر تضليلها بشأن خياراتها القانونية.
أصدر الكونغرس قانون تنظيم وسطاء الزواج الدولي لعام 2005، الذي صاغه مركز طاهرة، ووقعه الرئيس جورج دبليو بوش ليصبح جزءًا من قانون مناهضة العنف ضد المرأة. مكن قانون تنظيم وسطاء الزواج الدولي المرأة من تلقي معلومات أساسية قبل الزواج من رجال عن طريق الوسطاء، إذ إنه «يتطلب أن توفر الحكومة الأمريكية للخطيب(ة) الأجنبي والزوج(ة) المهاجر إلى الولايات المتحدة معلومات عن حقوقهم القانونية فضلًا عن التواريخ الجنائية أو المتعلقة بالعنف المنزلي للخطيب(ة) والزوج(ة).

### 2006-2010
لال هذه الفترة، وسع المركز خدماته ونطاق مكاتبه، ليبدأ بعرض التمثيل الأسري أمام القانون، وافتتح أول فروعه في هيوستن وتكساس وبالتيمور بولاية ميريلاند.
في عام 2008، قدم المركز مذكرة لمحكمة الاستئناف بالدائرة الثانية في قضية باري ضد موكاسي، يذكر فيها أن تشويه الأعضاء التناسلية الأنثوية يمكن له التسبب في ضرر دائم ومستمر للنساء اللاتي يجبرن على الخضوع لهذا الإجراء، مما يؤدي في كثير من الأحيان إلى مشاكل صحية مستمرة. حرم باري من حق اللجوء كنتيجة مباشرة لقرار مجلس استئناف الهجرة في قضية إيه-تي، حيث رأت المحكمة أن تشويه الأعضاء التناسلية للإناث في الماضي وحده لا يمكن أن يكون سببًا للخوف من التعرض للاضطهاد في المستقبل، وفي قضية إيه-كيه، رأت المحكمة أنه لا يمكن لأحد الأبوين الحصول على اللجوء لحماية طفل مواطن أمريكي من تشويه الأعضاء التناسلية للإناث.
في عام 2009، أصدر مركز طاهرة تقريرًا بعنوان «الحماية المتزعزعة: مدى الضرر الذي تلحقه السياسات والقوانين الحالية غير المستقرة بالنساء والفتيات الهاربات من الاضطهاد»، عالج فيه الثغرات القائمة في مجال الحماية التي يقدمها اللجوء على أساس الجنس، وكيف تتأثر النساء والفتيات بشكل خاص بقوانين وسياسات الهجرة الحالية بالنسبة لطالبي اللجوء، بما في ذلك الإبعاد المعجل، والاحتجاز الإلزامي، وموعد السنة الواحدة لتقديم طلبات اللجوء . بعد صدور التقرير، عمل المركز مع ممثلين من الكونغرس على تقديم قانون استرداد الحماية لضحايا الاضطهاد في عام 2010، بهدف تعديل قانون الهجرة والجنسية لإلغاء مهلة السنة الواحدة لتقديم طلبات اللجوء في الولايات المتحدة.
بمقتضى الرؤى الساعية لتعزيز حماية النساء والفتيات الهاربات من الاضطهاد القائم على أساس الجنس التي قدمها مركز طاهرة، طرح قانون حماية اللاجئين لعام 2010 لتعديل قانون الهجرة والجنسية وإعادة تأكيد التزام الولايات المتحدة بحماية اللاجئين وملتمسي اللجوء الفارين من الاضطهاد في موطنهم، إلا أن هذا القانون لم يشرع.

### 2010 – حتى الوقت الحاضر
استمرارًا في توسعه، افتتح مركز طاهرة مكتبًا له في منطقة خليج سان فرانسيسكو وفي أتلانتا.
في عام 2011، أجرى المركز أول دراسة استقصائية وطنية على الإطلاق حول موضوع الزواج القسري في مجتمعات المهاجرين في الولايات المتحدة، وثقت وثقت ما يصل إلى 3000 حالة زواج قسري في الولايات المتحدة على مدى عامين. ردًا على نتائج الدراسة، أطلق المركز مبادرة الزواج القسري والشبكة الوطنية لمنع الزواج القسري.